# Поток (село)
Вижте пояснителната страница за други значения на Поток.
Потока е село в Северна България. То се намира в община Габрово, област Габрово.

## География
Село Потока се намира в планински район.
Разположено е на около 15 км от град Габрово и на 3 км от етнографския парк-музей „Етъра“. Надморска височина – 725 м. Наброява десетина жители. Някога до селото се е стигало само пеша или с конска каручка, а днес има и асфалтов път.

## История

### Основаване на селото
Най-вероятно името на селото „Потока“ е свързано с многобройните изворчета, поточета и кладенчета, разположени около река Сивек. Реката разделя селото почти на две половини и като ляв приток на река Янтра се влива в нея при село Етър. Съществуват още много поточета и по течението на Буров дол – ляв приток на река Сивек. В Сивек се вливат още две рекички, Еловица и Страшката река.
Другата възможност за произхода на името е тази, която предлагат в своите записки краеведите Христо Тодоров и Койо Митев. Те смятат, че селото е едно от най-старите, разположено в полите на Габровския Балкан. Някога на юг от билото на Стара планина, южно от днешните градове Шипка и Карлово, е имало друго голямо селище със същото име. Разположено било около малка рекичка – поток, от където е носело и името си. Населено било с българи и гърци.
Когато на Балканския полуостров нахлуват турските завоеватели, жителите му били принудени да го напуснат и се насочили на север. Една част от тях се установили и основали днешното село Крън, а други прекосили билото на планината и потърсили нови рекички и потоци. Установили се около сегашната река Сивек, само че далеч от нея по по-високите хълмове. Така се сложили основите на т.нар. Стария Поток.
По поречието на р. Сивек е минавал „Малкият друм“, който е отклонение от „Големия друм“ – сегашният „Шипченски проход“. „Малкият друм“ вървял от Габрово, през с. Бичкиня (днес квартал на Габрово), с. Етър, с. Чарково, с. Потока, с. Езерото, местностите „Брусовете“, „Хумата“, „Ниския предел“ и с. Шипка (сега гр. Шипка). Този път е бил използван още през римско време и особено по време на османската власт. Легендите разказват, че тук е минавала част от хазната, събирана от Северна България. Хайдути нападали керваните и прибирали парите. Старите хора разказват, че на „Купите“, група скали на югозапад от „Полените“ или т.нар. „Могила“, са били заровени 12 катъра със злато.

### История до Освобождението от османска власт
Втората половина на 19 век се характеризира с все по-интензивно развитие на занаятите. Хората се научили да използват силата на водата. Построили многобройни дървообработващи и гайтанджийски работилнички. Постепенно започнали да слизат от високите върхове по-близо до реката. Започнало изграждането на нови къщи и стопански постройки. Развива се животновъдството, дърводобива и плетенето на гайтан.
Съхранени спомени разказват следната история:
| „ | В селото дошли група турци. Отседнали в една от къщите и започнали да обмислят план за нейното ограбване и опожаряване. В къщата обаче имало стара жена, която разбирала турски език. Тя излязла навън, изчакала връщането на мъжете от работа и им съобщила за кроежа на насилниците. Под ръководството на един от най-смелите мъже — Петко Колев-Бяса, ги посрещнали привидно добре и им уредили добро угощаване. В определен момент, по даден сигнал от организатора, селяните успели да ги обезсилят, завързали ръцете им, извели ги далеч от селото в Балкана и ги ликвидирали. | “ |

Село Потока, поради своята отдалеченост и малък брой жители, останало някак встрани от подготовката и провеждането на Априлското въстание. Но според разкази на местните стари хора, когато се чуло за преминаването по билото на Балкана на четата на Хаджи Димитър, поточани са оказвали помощ с хляб.
На 1 май 1876 г. пламнало Габровското въстание. Няма сведения за пряко участие на поточани, но чрез родовите си връзки със село Нова махала (сега квартал Нова Махала на град Габрово) не може да не са знаели какво се подготвя.
Известно е, че четата на Цанко Дюстабанов минава през с. Нова махала, прехвърля западния хребет на планината и през местността Златева бахчия и Стария поток се спуска към село Чарково. Оттам се отправят към Соколския манастир, където полагат клетва за вярност към делото. Четата била разбита от изпратените от Казанлък и Велико Търново турски войски и башибозук.

### След Освобождението
След Освобождението се създава благоприятен климат за разрастване на селото и увеличаване на населението му. По данни публикувани в книгата на Койо Митев, броят на жителите на селото през 1880 г. е бил 58. Само за осем години, той почти се удвоява, благодарение на високата раждаемост, и достига 90 души. Административно управлението на селото се числяло към с. Етър. Към същата община се отнасяли общо 17 села или „колиби“, както тогава са ги наричали, като най-голямо е било с. Етър, следвано от с. Газурници (сега Любово), с. Трапесковци (изличено, мястото му днес се намира в началото на етнографския парк-музей), с. Варчевци и с. Потока.
Село Потока със своето училище и читалище става естествен културен център на останалите близки села: Езеро, Власовци и Чарково.
| Години      | 1880 | 1888 | 1900 | 1926 |
| с. Потока   | 58   | 90   | 123  | 124  |
| с. Езеро    | 14   | 28   | 42   | 69   |
| с. Власовци |      | 46   | 57   | 56   |
| с. Чарково  | 85   | 50   | 68   | 51   |

По данни на резултатите от преброяването на населението в Княжество България, през 1900 г. 40% от жителите на Потока са били деца до 15-годишна възраст. Многодетните семейства са били много и са създавани с цел осигуряване на необходимата работна ръка. Постепенно обаче раждаемостта намалява и броят на населението на селото се запазва почти постоянен до началото на 1930 г. Част от младите хора напускат селото и се насочват на работа в гр. Габрово, където индустрията се развива с бурни темпове. Останалото работоспособно население на селото е заето в три основни стопански направления: земеделие и животновъдство, занаятчийско производство, фабрична промишленост.

## Население
Преброяване на населението през 2011 г.
Численост и дял на етническите групи според преброяването на населението през 2011 г.:
|                     | Численост | Дял (в %) |
| Общо                | 12        | 100,00    |
| Българи             | 12        | 100,00    |
| Турци               | 0         | 0,00      |
| Цигани              | 0         | 0,00      |
| Други               | 0         | 0,00      |
| Не се самоопределят | 0         | 0,00      |
| Неотговорили        | 0         | 0,00      |

## Поминък
Въпреки неблагоприятните теренни и климатични условия, жителите на село Потока успешно отглеждат, макар и в ограничени количества, жито, овес, ръж, царевица и други зърнени култури. В тъй наречените градини и бахчии, особено в тези разположени край реката, са отглеждали боб, картофи, домати, краставици и други зеленчуци. Тази традиция е запазена и до днес. Поради естествените екологични условия, поточанският боб и картофи се отличават с много добри вкусови качества.
По данни на статистиката и преброяването на населението от 1903 г. се вижда, че двете села Потока и Езерото са засяли общо 374 декара с пшеница, ръж и царевица, от които са получени 29 750 кг зърно. Средният годишен добив от пшеница възлизал на едва 66 кг от декар, което означавало, че на глава от населението се падало по 123,4 кг зърно. Този добив е бил крайно недостатъчен и често се налагало да се купува допълнително количество.

## Личности
По данни на Койо Митев и военния исторически архив във Велико Търново, във войните са взели активно участие и са дали живота си следните поточани:
- Богдан Е. Аврамов (1884 – 1912) бил мобилизиран в индентската служба в гр. Търново. По свое желание, той заминал на фронта като командир на рота. Като поручик той взел участие в редица боеве и загива в битка при Люлебургас.
- Тодор Дабев Генев (1892 – 1913) – загива при Щип
- Иван Цонев Епитропов (1887 – 1917) – загива при с. Върбени, Леринско
- Петко Христов Барончов (1896 – 1916)
- Вельо Христов Велев (1896 – 1917)
- Христо и Лальо Христови – починали след заболяване на фронта и тяхното завръщане
- Христо Славейков – разстрелян на фронта за антивоенно поведение – големият цигулар и певец на Потока

С медали за проявена храброст се завърнали Иван Екимов и Иван Христов Велев.
По данни на военния исторически архив във Велико Търново, от всички мобилизирани и участвали във войната от Етърска и Новомахленска община са загинали около 120 души. Десетки други са попаднали в плен и са останали с неизвестна съдба.
Като участници в края на Втората световна война от района на с. Потока загиват:
- Поручик Иван Димитров Иванов – роден в с. Власовци от рода на поточанката Пена Хр. Гаджева
- Димитър Николов Радомиров – танкист на фронта, заболява и умира от туберкулоза